# Смоленский, Осип Устинович
Смоленский Осип Устинович (1872(?)—1920) — русский музыкант-гусляр и жалеечник, основатель и руководитель Хора (ансамбля) гдовских гусляров, солист Великорусского оркестра В. В. Андреева.

## Биография
Родился предположительно в 1872 году в деревне Хворостово Добручинской волости Гдовского уезда Санкт-Петербургской губернии. Фамилия деда Осипа была Павлов, по какой причине она была изменена неизвестно.
По собственным словам сын беднейшего крестьянина, седьмой ребёнок в семье. Сельскую школу не оканчивал. В десять лет был отдан родителями в «пастушки», которым проработал пять лет. Зимой помогал отцу на рыбалке и лесных промыслах. В период пастушества самостоятельно осваивал письмо, читал книги «какие под руку попадут». Однажды, Осип увидел у бродячего музыканта старичка простые семиструнные гусли, и ему захотелось такие же. С большим усилием Осип смастерил похожие, как у музыканта, гусли, и стал играть на них и веселить этим своих сверстников. Постепенно, Осип совершенствовал конструкцию своего инструмента и игру на нём.
В 1893 году приехал в столицу (Санкт-Петербург), где работал на тяжёлой работе мостовщиком. В этот период Осип Устинович несколько месяцев не играл на гуслях, так как его руки очень уставали из-за «трамбоки».
В 1897 году случайно услышал игру «Кружка любителей игры на балалайках» (Великорусский оркестр В. В. Андреева). Это событие сподвигло Осипа Устиновича на изменение строя своих гуслей. В дальнейшем, игру О. У. Смоленского услышал один из участников Великорусского оркестра П. П. Каркин, который рассказал В. В. Андрееву (1861—1918) об Осипе Устиновиче. Третьего декабря 1900 года состоялось прослушивание выступления О. У. Смоленского и его лучшего ученика Кости Дмитриева на одной из репетиций Великорусского оркестра. Выступление понравилось В. В. Андрееву, который, вместе с Николаем Ивановичем Приваловым (1868—1928), решил включить гусли в собственную систему обучения игре на русских музыкальных инструментах, вместе с балалайками и домрами. О. У. Смоленский был принят В. В. Андреевым в штат преподавателей народной музыки в войсках гвардии, где проработал более 10-ти лет, а позднее солистом-гусляром в Великорусский оркестр.
- Хор гдовских гусляров под руководством О.У. Смоленского
- Великорусский оркестр на чествовании О.У. Смоленского (справа от В.В. Андреева). 1914 год

Умер в Хворостово в 1920 году.